# オスマン帝国海軍
オスマン帝国海軍（オスマンていこくかいぐん）は、オスマン帝国の保有していた海軍である。オスマン帝国の地中海などへの進出に活躍し、最盛期の16世紀頃にはヴェネツィア共和国などと並ぶ地中海の一大海上勢力だった。帝国の衰えとともに劣勢となり、ロシア帝国やギリシャ王国の海軍に敗北を繰り返した。トルコ革命後はトルコ共和国の海軍として承継された。

## 歴史

### 誕生と発展

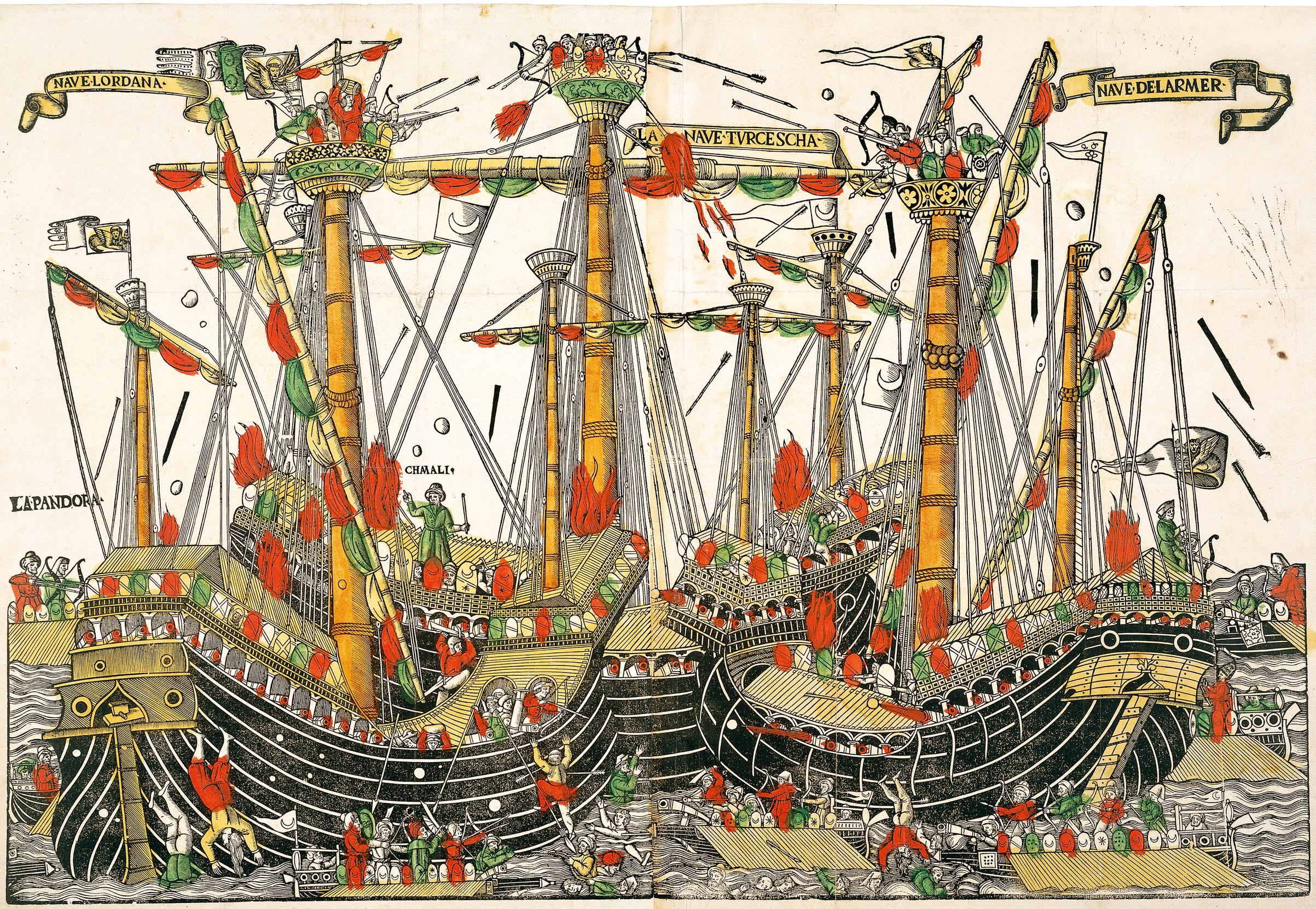
1499年のゾンチオの海戦。

オスマン帝国の海軍は、13世紀末から14世紀初めに誕生した。1308年にマルマラ海のイムラル島を占領したことが、その最初の成果とされている。14世紀中ごろにはボスポラス海峡とダーダネルス海峡周辺の制海権を握った。そしてヴェネツィア共和国などの艦隊としばしば交戦するようになった。
オスマン帝国の領土拡張とともに、15世紀にはその海上勢力も黒海やバルカン半島沿岸に広がった。コンスタンティノープル攻略戦では、コンスタンティノープルの海上封鎖をしたほか、軍船の陸上移動により金角湾侵入を実現したことで知られる。15世紀半ば以降ヨーロッパでは艦隊に大砲を搭載するようになったが1499年にヴェネツィア艦隊を破ったゾンキオの海戦は、海戦で大砲を本格的に使用した最初の例であると考えられている（船から大砲の使用例に関しては前年にバスコダガマの遠征時の記録がある）。

### 最盛期

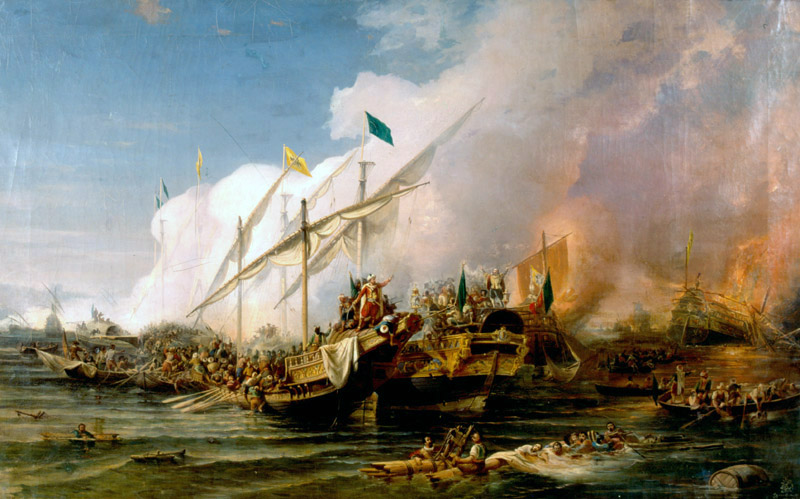
1538年のプレヴェザの海戦。

16世紀にスレイマン1世が北アフリカなどへの領土拡大を進めると、オスマン帝国海軍も地中海でさらに勢力を強めた。1522年にはロドス島に上陸して占領し、1533年には北アフリカの大海賊バルバロス・ハイレッディンを帰順させた。1538年のプレヴェザの海戦では、ハイレッディンの指揮するオスマン艦隊がスペイン・ヴェネツィア連合艦隊を撃破して、地中海全域の制海権を握るに至った。1560年のジェルバ島の戦いでも、オスマン艦隊は、スペイン・ヴェネツィア連合艦隊のガレー船30隻を撃沈する大勝利を収めた。その後、1571年のレパントの海戦ではオスマン艦隊が逆に大敗したものの、わずか半年で同規模の艦隊を再建し、なおもオスマン帝国海軍は東地中海の一大勢力として君臨した。

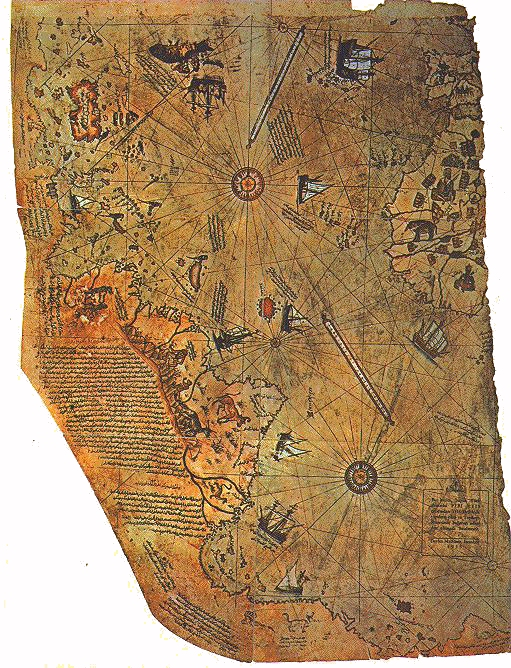
ピーリー・レイースの地図。

また16世紀から17世紀には、黒海・地中海以外にもオスマン帝国の海上勢力は広まっていた。紅海やアラビア海では、ポルトガルなどの艦隊と貿易拠点をめぐって海戦を行った。大西洋にも進出し、一時はカナリア諸島を占領したり、傘下の海賊勢力が北欧沿岸を襲ったりした。スレイマン1世は、アチェ王国（現在のインドネシアの一部）のスルタンであるアラー・ウッディーンの要請に応じて、マラッカ海峡まで艦隊を派遣した。16世紀にオスマン帝国海軍の提督であったピーリー・レイースが作成した世界地図は現在も保存されている。

### 停滞とタンジマート

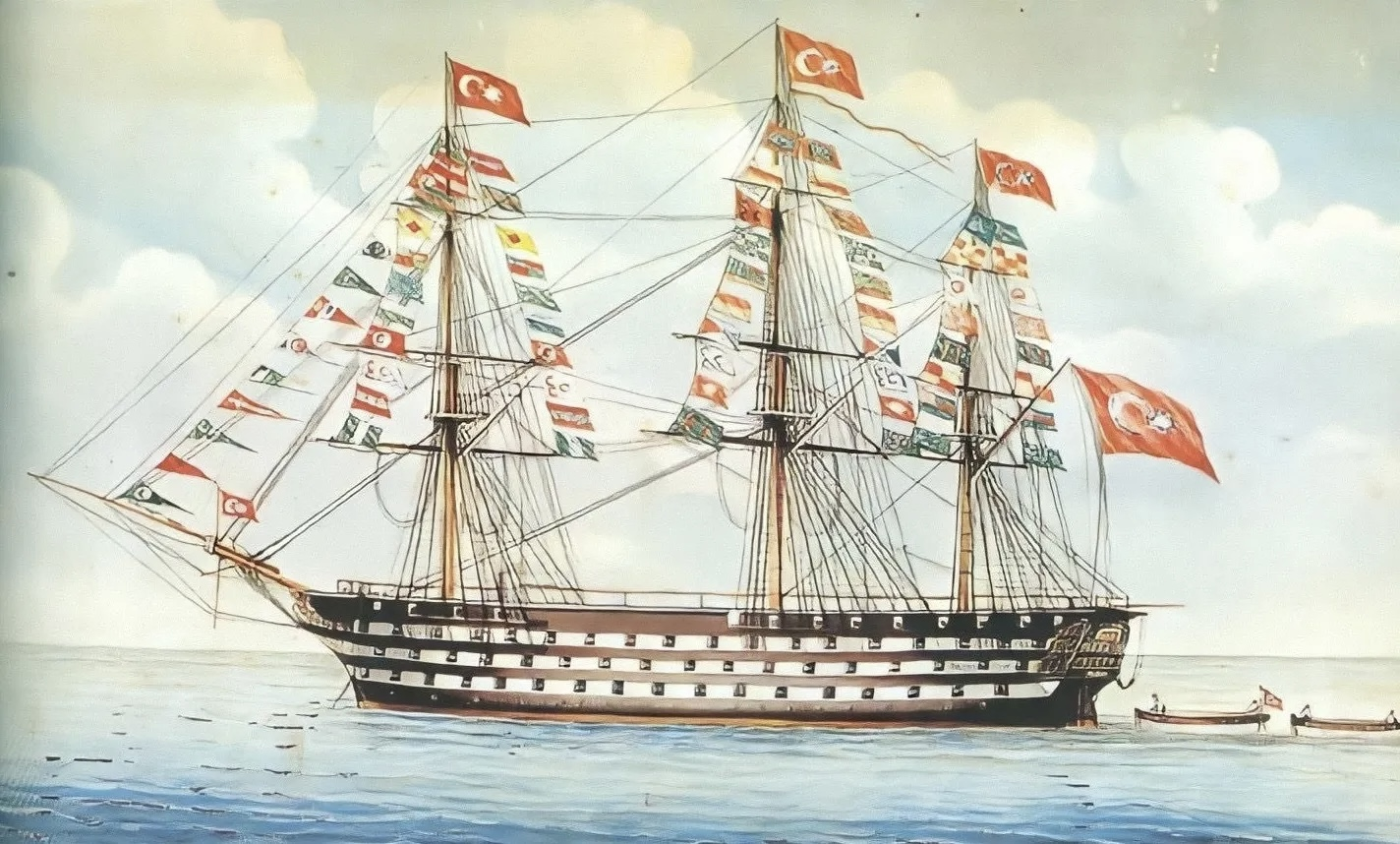
戦列艦「マフムディイェ」。全長62mで砲128門を有した。

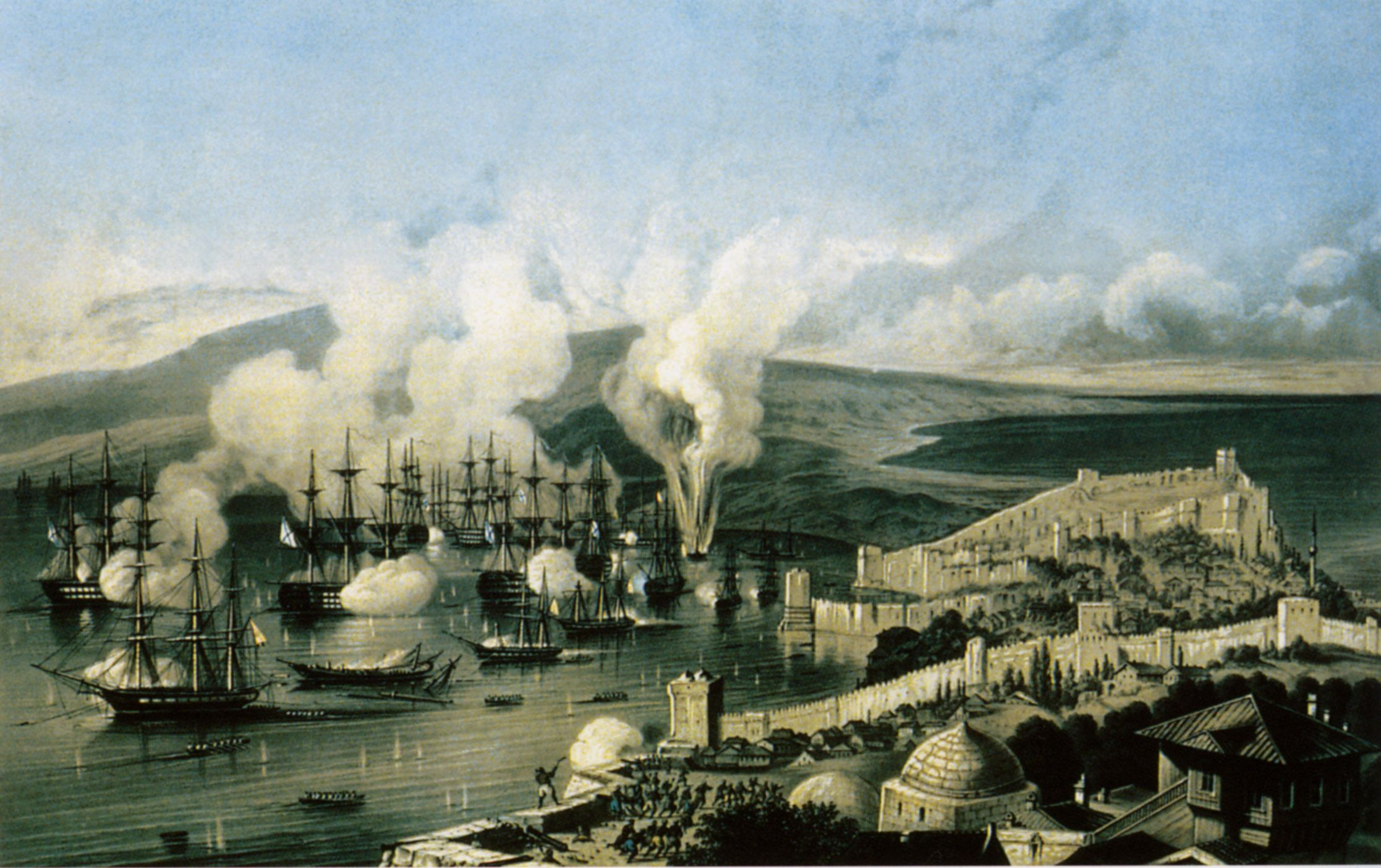
1853年のシノープの海戦。

18世紀にはオスマン帝国海軍は停滞期に入った。ヴェネツィアとの戦争では若干の成果を収めたものの、1768年に勃発したロシアとの戦争では、1770年のチェシメの海戦で壊滅的敗北を喫した。1787年にふたたび起きたロシアとの戦争でも、オスマン海軍は、ロシア黒海艦隊に敗北してしまった。1820年代のギリシャ独立戦争では、弱体なギリシャ海軍にすら、火船戦術で翻弄された。特にギリシャ独立戦争中のナヴァリノの海戦では、近代化の進んだヨーロッパ列強海軍との実力差が大きく表れてしまった。
そこで、イギリスなどの援助を受けて大規模な海軍軍備の増強が図られた。1829年には当時世界最大の戦列艦「マフムディイェ」を竣工させ、タンジマートの一環としても大量建艦を進めた。特に第32代スルタンのアブデュルアズィズは装甲艦に魅せられて海軍拡張を進め、その治世末期の1875年にはオスマン帝国海軍は装甲艦21隻、その他173隻を有する世界第三位の規模に達した。しかし、海軍技術発展が著しい時期で軍艦の旧式化が早かったこと、中古艦の輸入も多かったことなどから、艦船数の増加に比べて戦力は向上しなかった。例えばクリミア戦争中のシノープの海戦では、旧式な帆船のオスマン艦隊は、蒸気船主体のロシア艦隊に一方的に全滅させられてしまった。
人的側面でも、外国人への依存度が高いという問題があった。軍艦の機関員や航海士にはイギリスからの「お雇い外国人」が充てられており、イギリス人の機関長と航海長が実務を担っていた。ゆえに命令は主に英語で行われ、トルコ人の艦長や下士官を動かす時にのみトルコ語が使われた。さらに艦艇を整備するドックや工廠で働くのは、イギリス企業より派遣されたイギリス人の技師や工員で、その数は200名以上にのぼっていた。また、ギリシャが独立したことは、海軍の水兵や下士官の多くを海に慣れたギリシャ人に頼っていたオスマン海軍に打撃を与えた。以後は兵員供給源をトルコ人に頼らざるを得なくなったため、練度が低下した。

### アブデュルハミト2世の治世
1876年にアブデュルハミト2世が即位すると海軍予算は大幅に削減され、オスマン帝国海軍の状態はさらに悪化した。理由は国家規模に不相応な装甲艦の大量購入による財政難と、改革派の多い海軍将官への不信感であった。アブデュルハミト2世は露土戦争に敗れた1878年から約20年の間、艦隊の主力艦を金角湾に係留して演習航海もさせずに放置させ、練度の低下を招いた。給与支払いの遅れが重なり、元から低い将兵の士気もますます低下した。
海軍予算の削減に伴いイギリス企業はオスマン帝国海軍から次々と撤退、お雇い外国人も引き上げて3年後には数名を数えるだけとなった。そのため、艦船は主にトルコ人の技師や工員が維持する事となったが、艦の機関ボイラーは急速に機能が低下し、エンジン・テレグラフやメーターなどの精密機械も次々と壊れて行った。壊れた部品は国内各地の工場にばらばらに修理に送られ、多くが戻って来なかった。
1890年代にギリシャとの戦乱が押し迫った時にようやく、海軍の予算が割り振られて艦隊は演習行動する事が出来たが、その時には艦・人・兵器、すべてが『役立たずの艦隊』となっていた。1890年に日本への遠洋航海中に発生したエルトゥールル号遭難事件も、このようなオスマン帝国海軍の惨状が生んだ事故であった。
1891年、ギリシャ海軍がフランスに発注したイドラ級海防戦艦3隻中の2隻がピレウスに到着したことを知ったスルタンは、海軍予算を決める権限を持つ大宰相キャーミル・パシャに対し「新興国のギリシャでさえ最新の装甲艦を購入できたと言うのに、わが国の海軍が艦隊を整備できないのは何故か?!」と厳しく問い詰め、海軍予算の値上げを約束させた。しかし、無闇に海軍予算を増やせば国庫に破壊的な影響を与えかねないので大宰相は海軍に「当面は新たに戦艦や巡洋艦を購入せず、現存の装甲艦を修理もしくは近代化改装を行う事で満足し、これにより海防に勤めてもらいたい」と見解を示した。
この見解はスルタンの怒りを買い、宮廷より大宰相に文書により叱責が来た。慌てた大宰相は「あらゆる財政的な手段に訴えて費用を捻出し、新式の装甲艦と巡洋艦を調達する。しかしながら今から新造しても完成には3、4年かかるため、迅速な国防には間に合わないため、海軍には現有の装甲艦を改装する事が防衛上先決であるとの考えから今年度予算を編成したが、新型艦は国債から捻出する資金によって、短期間で造船することを条件に購入するべきであるとの見解を示した」と弁明したが、どう言い繕っても旧式化した装甲艦に換わる主力艦の購入はまずなかった。
海軍は止むを得ず、既存の装甲艦を近代化改装して少しでも戦力を維持しようと努めた。この根拠は1883年10月9日に当時の海軍大臣ハッサン・パシャが出した艦隊の維持に関する質問書で、その回答は以下のようなものであった。
1. 帝国艦隊の装甲艦14隻[2]中のうち、有事に出撃可能なものは6隻（装甲フリゲート「アーサール・テヴフィク」「メスーディイェ」、装甲コルベット「アヴニッラー」「ムイーニ･ザフェル」「フェトヒ・ビュレント」「ムカッデメイ・ハユル」）のみである。[3]
2. 帝国の軍艦の艦砲は全て前装式なので、現在後装式への換装を計画中である。[4]
3. 艦隊用の燃料備蓄は現段階は少ないが、有事の際は国庫負担で購入し準備されるであろう。[5]
4. 常備兵の数は減員され、現在の人員では維持で手一杯である。有事には予備役を招集し、正規軍を編成する。[6]

当時使用中の艦砲はイギリスのアームストロング社製前装砲を優先して搭載していた。しかし、フランスのカネー社やドイツのクルップ社で、操作は簡単・装填作業が楽・射程も長い後装式が開発されていた。オスマン帝国海軍はイギリスとの繋がりも薄れたため、ドイツのクルップ社から大砲のカタログを取り寄せ、各艦ごとに搭載可能な大砲の大きさと数を検討しリストアップした。それと同時に、アームストロング社には既存の大砲を改造して後装式にできるか、出来たとして費用はどの位かを確認した。同社は「改造は可能で改造費は300～450ポンドで出来るが、自社の同口径の後装式よりも射程は劣る」と返答した。

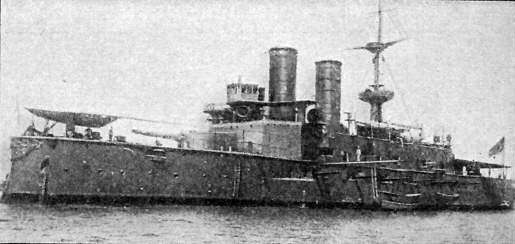
1903年に近代化改装された装甲艦「メスーディイェ」。改装を行ったのはイタリアのアンサルド社。まるで装甲巡洋艦のような艦容となった。

そのため、海軍は当時建造中であった装甲艦「ハミディイェ」及び既存装甲艦のうち程度の良い6隻へは新しくクルップ社の後装砲を購入して取り付ける事とし、残りの程度の悪い軍艦には既存のアームストロング砲を改造し後装式にした物を搭載することを決定した。しかし、換装は予算難から遅々として進まず、結局は換装計画は頓挫して多くの艦は前装砲をそのまま使い続ける事となった。
更に、艦隊の装甲艦の装甲の材質は鉄であったが、時代は既に鋼鉄となっていたため、製鋼設備を輸入し、国産の鋼鉄で装甲を鋼鉄に切り替えることとなった。また、多くの艦の機関用ボイラーが20年間も整備されずに酷使され続けたものであるのを、航行に耐えないとして取り換える事となった。もっとも、既存の装甲艦はもともと低速であり、補修をしたとしても主力艦として低速なのは否めなかった。

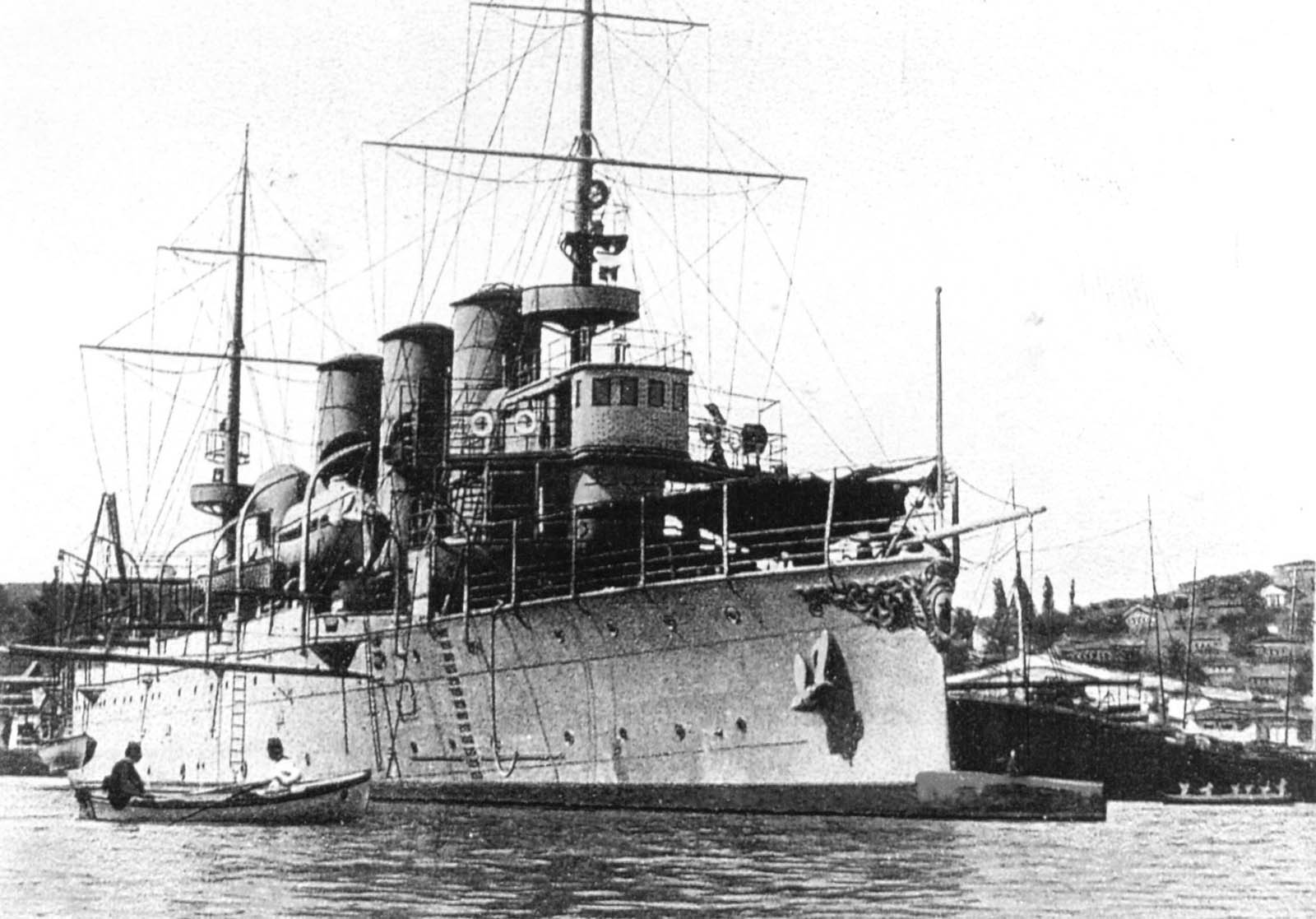
1903年に就役した新造防護巡洋艦「メジディイェ」。アメリカのクランプ社製。

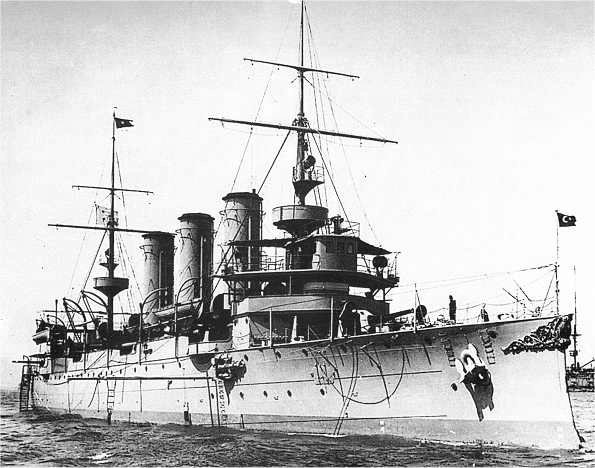
1904年に就役した新造防護巡洋艦「ハミディイェ」。イギリスのアームストロング社製。

1887年に海軍は装甲艦「オスマニイェ」「マフムディイェ」「オルハニイェ」「アズィーズィエ」の近代化改装を計画、1889年に予算が下り、ようやく許可が出されたため、1890年にまず「オスマニイェ」「アズィーズイェ」の2隻の近代化改装が開始された。しかし、1891年に海軍はドイツに駆逐艦「ムアヴェネティ・ミッリイェ級」4隻を発注したため、改装に使える予算は少なくなった。そのため残り2隻は改装を中止、改装中の2隻の工事は延期を重ねて「オスマニイェ」は1892年に改装終了、「アジィズェ」は1894年まで掛かってしまった。その間に列強海軍は前弩級戦艦の時代に入っていた。その後、「メスーディイェ」もイタリアで近代化改装を行うことになり、1903年に完了した。
このほか、1880年代後半にはノルデンフェルト式潜水艇2隻（アブデュルハミト、アブデュルメジト）、1903年と1904年に防護巡洋艦1隻ずつ計2隻を導入している。潜水艇は実用に堪えなかったが、防護巡洋艦「メジディイェ」と「ハミディイェ」は貴重な新型艦として長年にわたって使用されることになった。

### 青年トルコ人革命

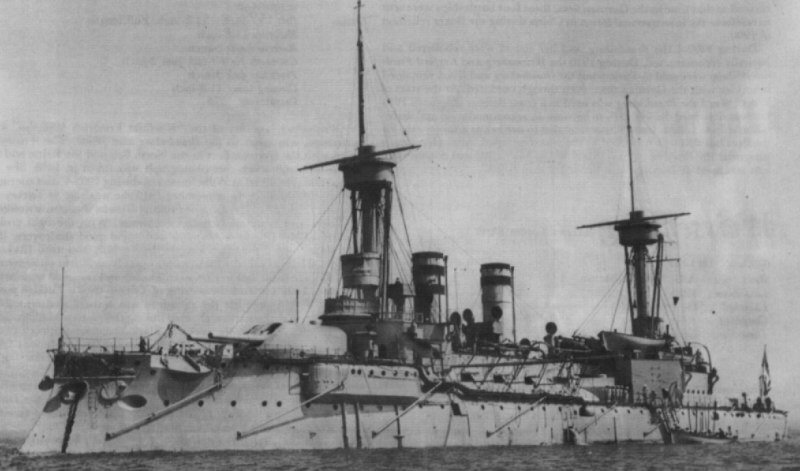
1910年にドイツから購入した前弩級戦艦ブランデンブルク級「ヴァイセンブルク（Weißenburg）」改め「トゥルグト・レイス」。

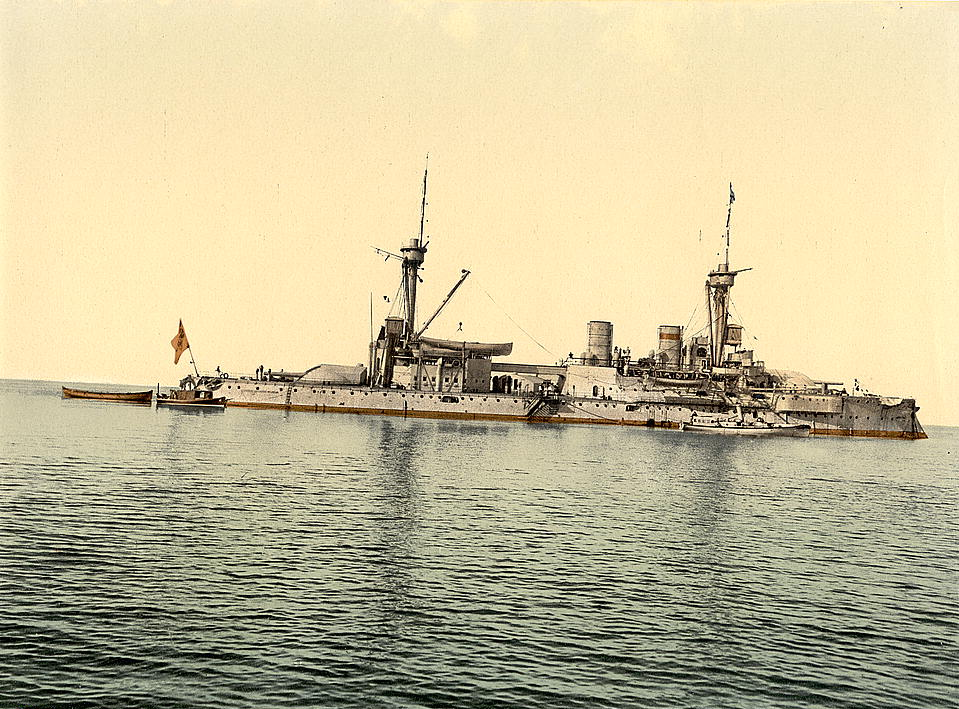
同じく1910年にドイツから購入した前弩級戦艦ブランデンブルク級、「クーアフュルスト・フリードリヒ・ヴィルヘルム（Kurfürst Friedrich Wilhelm）」改め「バルバロス・ハイレッディン」。

1908年に青年トルコ人革命が起き、アブデュルハミト2世は退位に追い込まれた。オスマン帝国海軍に対しては統一と進歩委員会の下で、さらなる近代化努力が行われることになった。艦艇取得のため寄付を募って、ドイツから前弩級戦艦「ブランデンブルク級」のうち2隻を購入し、「クーアフュルスト・フリードリヒ・ヴィルヘルム（Kurfürst Friedrich Wilhelm）」を「バルバロス・ハイレッディン」、「ヴァイセンブルク（Weißenburg）」を「トゥルグト・レイス」と改名して艦隊に編入した。これ以後もドイツとフランスから水雷艇の購入が続いた。
しかし、充分な戦力化は短期間にはできず、1911年に起きた伊土戦争ではイタリア海軍に全く対抗できなかった。近代化改装後の装甲艦「アヴニッラー」は撃沈され、当時の首都イスタンブール沖までイタリア艦隊が侵入して艦砲射撃を行なうありさまだった。
1912年の第一次バルカン戦争でも、エリの海戦とレムノスの海戦でギリシャ艦隊に大敗し、オスマン海軍の無力な実態は再び世界に知らしめられてしまった。エリの海戦では、ドイツから買った前弩級戦艦「バルバロス・ハイレッディン」は、新鋭とはいえ格下の装甲巡洋艦にすぎないギリシャ艦隊旗艦「イェロギオフ・アヴェロフ」に大破させられた。続くレムノスの海戦では、レムズィ・ベイ大佐に率いられてダーダネルス海峡を渡ったオスマン艦隊（主力艦4隻、駆逐艦13隻）が、レムノス島まで13マイルの地点でコンドリオティス提督の率いるギリシャ艦隊に迎撃された。装甲巡洋艦「アヴェロフ」を発見したオスマン艦隊は退却を試みたが、長距離砲撃と追撃を受けて、約2時間後には「アヴェロフ」に5,000 mまで接近された。オスマン艦隊は友軍のダーダネルス要塞の射程まで敗走した。この戦闘で、前弩級戦艦「バルバロス・ハイレッディン」と「トゥルグト・レイス」は沈没こそ免れたものの激しく炎上し、「バルバロス・ハイレッディン」は2番主砲塔が使用不能となり、同じく「トゥルグト・レイス」も砲塔1基が破壊された。さらに装甲艦「アーサール・テヴフィク」も大破し、オスマン側の人的被害は戦死31名、負傷者82名を数えた。オスマン艦隊は大小砲弾合わせて800発を放ったが、ギリシャ艦隊にはほとんど打撃はなく、1名が重傷を負っただけであった。

### 第一次世界大戦

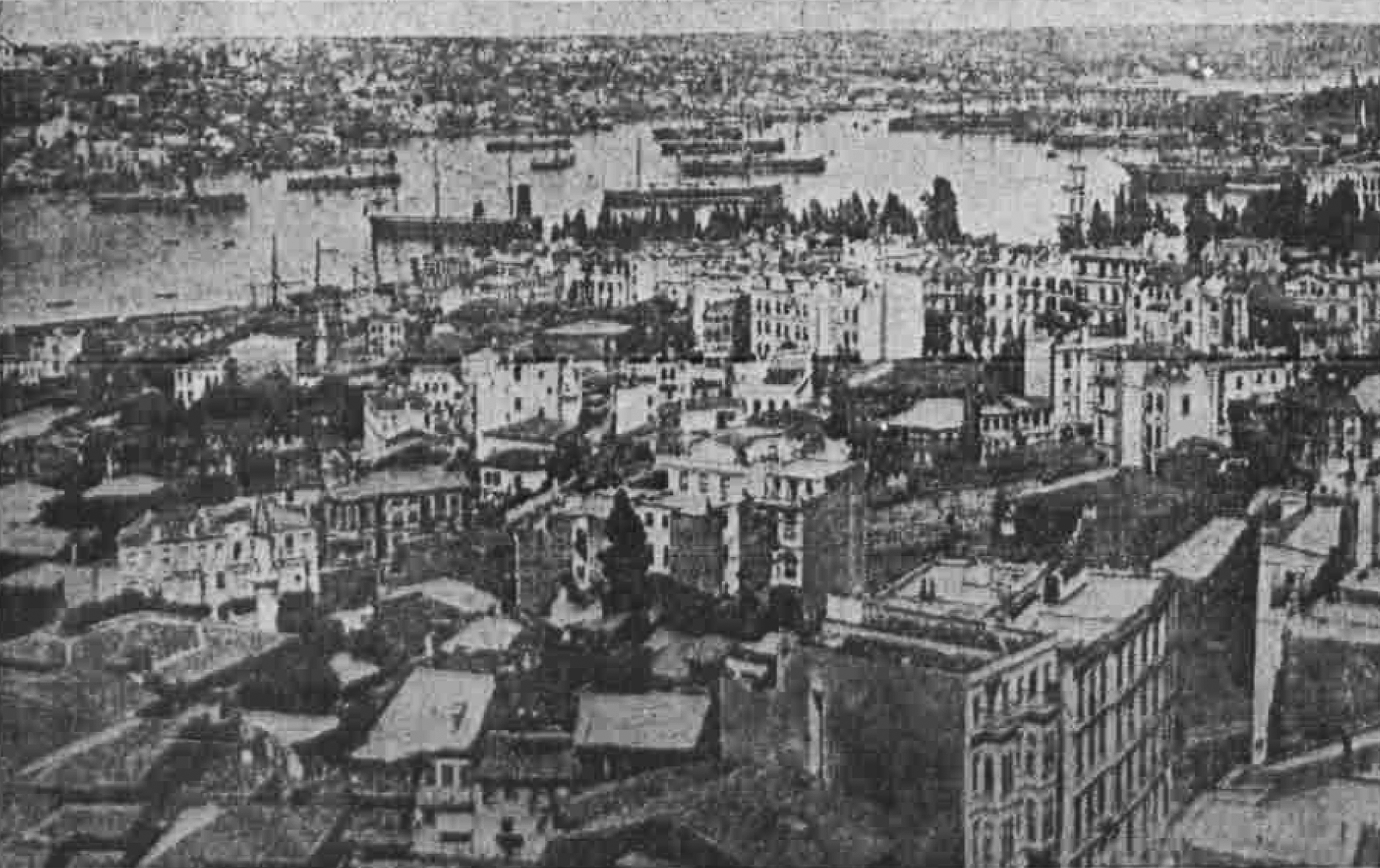
1915年に撮られたイスタンブール沖のオスマン艦隊

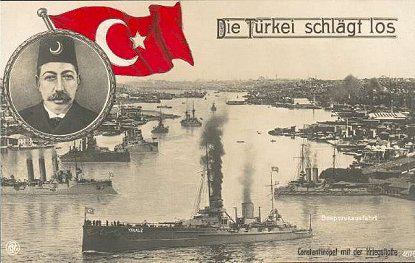
金角湾に停泊中の第一次世界大戦勃発時のオスマン艦隊と、メフメト5世の肖像。

集められた寄付金などを財源に、オスマン帝国は、イギリスに弩級戦艦「レシャディエ（Reshadiye）」と「スルタン・オスマン1世（Sultan Osman I）」を発注した。両艦は完成し、代金も支払われ、回航にあたる乗員の訓練も開始された。しかし、第一次世界大戦直前の8月初旬、イギリス政府は、オスマン帝国が敵国となった場合にこれらの有力艦を使用することを恐れ、一方的に2隻の戦艦を接収してしまった。この行為にオスマン帝国の世論は激昂し、反英感情は頂点に達した。イギリス軍事顧問団は国外退去処分となった。

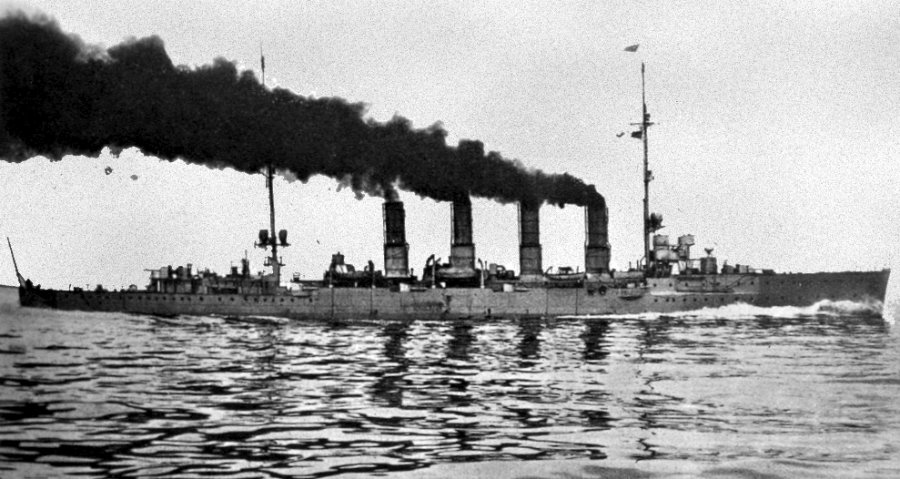
ドイツより購入した軽巡洋艦「ブレスラウ」改め「ミデッリ」。写真は「ブレスラウ」時代。

そこへ、大戦勃発直後に、親交のあったドイツから地中海艦隊の巡洋戦艦「ゲーベン」と軽巡洋艦「ブレスラウ」が、オスマン帝国領へと避難してきた。オスマン帝国はドイツ政府との交渉の結果、このドイツ艦隊の譲渡を受けることとなった。これにより中立違反を回避しつつドイツ艦隊は保護され、しかもオスマン帝国海軍の飛躍的増強が実現した。イギリス政府は硬軟取り混ぜて黒海からのドイツ艦隊の追い出しを図ったが、イギリスの長年の不当な対応に加え、つい先日に行われた接収の暴挙を例にオスマン帝国政府に反論されては、イギリス政府は脅迫の言葉を残してあきらめるしか無かったのである。「ゲーベン」は16世紀のスルタンであるセリム1世にちなんで「ヤウズ・スルタン・セリム」（トルコ語:Yavuz Sultan Selim）と改名し、艦隊に編入された。
オスマン帝国海軍は、イギリス軍事顧問団の退去とドイツ艦隊の編入により、元ドイツ海軍軍人によってその実権を握られることになった。「ゲーベン」に座乗しドイツ地中海艦隊司令官だったヴィルヘルム・ゾーヒョン（de:Wilhelm Souchon）少将が、オスマン帝国海軍の司令長官に就任した。元ドイツ艦2隻の乗員の大半はドイツ人のままで、これに加えて他のオスマン海軍艦艇の多くの艦長にもドイツ人が就任した。オスマン帝国はなおも中立を保っていたにもかかわらず、1914年10月29日に「ヤウズ・スルタン・セリム」以下の艦隊はセヴァストポリなど黒海沿岸のロシア領各地を攻撃した。これをきっかけに、ロシアに宣戦布告され、オスマン帝国は中央同盟国側として参戦することになった。
オスマン帝国海軍は、黒海方面では、「ヤウズ・スルタン・セリム」を中心にロシア海軍と交戦した。サールィチ岬の海戦をはじめ3度にわたる戦艦同士の砲撃戦も発生したが、決定的な結果とはならなかった。
連合国軍のガリポリ上陸作戦に対しては、多数の機雷を敷設するなどして対抗した。機雷により英仏の戦艦3隻を沈めたほか、大型水雷艇「ムアヴェネティ・ミッリイェ」の雷撃で戦艦「ゴライアス」を撃沈するなどの戦果をあげた。しかし、イギリス海軍潜水艦のエーゲ海進出により、戦艦「バルバロス・ハイレッディン」や装甲艦「メスーディイェ」を撃沈され、行動の自由を奪われていった。
オスマン帝国の敗戦後、海軍の残存艦艇はマルマラ海のプリンスィズ諸島（アダラル）に抑留されるか、金角湾に封印された。トルコの独立回復後、残存艦艇は返還され、トルコ共和国海軍の艦艇として引き継がれた。巡洋戦艦「ヤウズ・スルタン・セリム」、前弩級戦艦「トゥルグト・ルイス」、防護巡洋艦「メジディイェ」と「ハミディイェ」、水雷砲艦2隻、駆逐艦3隻、水雷艇4隻などが修理のうえ使用された。